# Hochbrechendes Glas

Im Abbe-Diagramm werden optische Glassorten mit ihrer Abbe-Zahl und ihrem Brechungsindex dargestellt

Unter hochbrechendem Glas versteht man Sorten von optischem Glas, die sowohl einen hohen Brechungsindex als auch eine hohe Abbe-Zahl (und damit niedrige Dispersion) haben. Im Abbe-Diagramm liegen diese Gläser links oberhalb des schmalen Bereichs, in dem sich die normalen Kron- und Flintgläser befinden.
Die Entwicklung von Barium-haltigem Kronglas durch Schott im Jahre 1886 ermöglichte es erstmals, anastigmatische Objektive ohne Bildfeldkrümmung zu konstruieren. Sein Brechungsindex ist höher als der von normalem Kronglas und auch als der vieler Flintgläser. Durch Kombination eines solchen hochbrechenden Kronglases mit niedriger brechendem Flintglas kann man den Farbfehler in erster Näherung beseitigen (das primäre Spektrum korrigieren, siehe Achromat) und gleichzeitig die Petzval-Summe zu Null machen, was eine Voraussetzung für die Korrektur von Astigmatismus und Bildfeldwölbung ist.
Generell ist es für die Korrektion der Abbildungsfehler hilfreich, Gläser mit vielfältigen Kombinationen von Brechungsindex und Abbe-Zahl zur Verfügung zu haben, insbesondere auch hochbrechende Gläser. Die Glashersteller entwickelten mit der Zeit zahlreiche Glassorten, um den im Abbe-Diagramm abgedeckten Bereich nach links oben zu erweitern.
Glas mit Anteilen von Thoriumdioxid war dabei ein Fortschritt und wurde bereits vor 1940 verwendet, doch Thorium ist radioaktiv, was gesundheitlich bedenklich vor allem für die Linsenschleifer ist und auch bewirkt, dass sich das thoriumhaltige Glas mit der Zeit (mehrere Jahre) gelblich verfärbt. Darum suchte man nach Alternativen: Der Firma Kodak gelang um 1940 die Entwicklung eines thoriumfreien Glases, welches jedoch im kurzwelligen Bereich schlecht lichtdurchlässig war und somit von vornherein eine gelbe Färbung aufwies.
Bei der Firma Leitz wurde entdeckt, dass sich Lanthanoxid bei Verwendung weiterer Zusätze zur Vermeidung einer Kristallisation als Ersatz von Thoriumoxid eignet. Ein weiteres Glas mit hohem Brechungsindex besitzt einen großen Anteil an Zirkondioxid; aufgrund des hohen Schmelzpunktes muss es in Platingefäßen hergestellt werden. 